# Борисково (Рыбинский район)
Борисково — деревня Арефинского сельского поселения Рыбинского района Ярославской области.
Деревня расположена на востоке сельского поселения, она стоит на небольшом, менее 1 км удалении от левого берега реки Ухра, выше по течению и к юго-востоку от центра сельского поселения села Арефино, на расстоянии около 9 км. Деревня расположена по обоим берегам небольшого, длиной около 2 км ручья, притока Ухры, который при впадении образует в высоком берегу Ухры глубкий овраг. Ниже по течению, на расстоянии около 2 км от Борисково стоит деревня Кузнецово, последняя деревня Рыбинского района вверх по левому берегу Ухры. Через Борисково и Кузнецово проходит дорога, связывающая с Арефино деревни, стоящие на левом берегу Ухры, следующая деревня на этой дороге вниз по течению и в сторону Арефино Спас-Ухра стоит на расстоянии около 4 км. К югу от Борисково обширный лесной массив, ограниченный с запада и востока одноименными притоками Ухры: с востока это Саха, а с запада Саха, которая также называется Павловка .
На плане Генерального межевания Рыбинского уезда 1792 года на месте деревни обозначено Село Следнево.
На 1 января 2007 года в деревне Борисково не числилось постоянных жителей . Почтовое отделение, расположенное в деревне Ананьино обслуживает в деревне Борисково 6 домов .